# Naturschutzgebiet Stemeler Holz
Das Naturschutzgebiet Stemeler Holz mit 23,1 ha Flächengröße liegt südöstlich von Stemel im Stadtgebiet von Sundern und im Hochsauerlandkreis. Das Gebiet wurde 2019 mit dem Landschaftsplan Sundern durch den Kreistag des Hochsauerlandkreises als Naturschutzgebiet (NSG) ausgewiesen. Vorher war es ab 1993 als Landschaftsschutzgebiet Sundern ausgewiesen. Das NSG besteht aus zwei Teilflächen, die an einer Stelle nur wenige Meter voneinander entfernt sind. Das NSG geht im Westen bzw. Nordwesten bis an den Dorfrand bzw. die Landstraße auf Höhe der Firma Lübke & Vogt. Außer von den bebauten Bereichen des Dorfes ist das NSG vom Landschaftsschutzgebiet Sundern umgeben.

## Beschreibung
Der Landschaftsplan führt zum Naturschutzgebiet aus: „Das NSG umfasst einen Eichen-Buchen-Mischwald. Der Waldbereich ist ein anerkannter Saatgutbestand. Der Mischwald weist überwiegend ein hohes Baumholzalter auf. Einzelne Bäumen haben einen Stammdurchmesser von über 90 cm. Zwei nur periodische wasserführende kleine Quellbäche entspringen am westlichen Unterhang des NSG.“

## Schutzzweck
Laut Landschaftsplan erfolgte die Ausweisung:
- „Schutz, Erhaltung und Optimierung eines großflächigen Laubmischwaldes durch naturnahe Waldwirtschaft.“
- „Das NSG dient auch der nachhaltigen Sicherung von Vorkommen seltener Tier- und Pflanzenarten.“[1]